# Martín Muñoz de las Posadas
Martín Muñoz de las Posadas é um município da Espanha na província de Segóvia, comunidade autónoma de Castela e Leão, de área  km² com população de 367 habitantes (2007) e densidade populacional de 9,60 hab/km².

## Demografia
| Variação demográfica do município entre 1991 e 2004 | Variação demográfica do município entre 1991 e 2004 | Variação demográfica do município entre 1991 e 2004 | Variação demográfica do município entre 1991 e 2004 |
| --------------------------------------------------- | --------------------------------------------------- | --------------------------------------------------- | --------------------------------------------------- |
| 1991                                                | 1996                                                | 2001                                                | 2004                                                |
| 608                                                 | 547                                                 | 446                                                 | 439                                                 |